# Tarnawa (Łapanów)
Tarnawa (früher auch Tarnowa) ist eine Ortschaft mit einem Schulzenamt der Gemeinde Łapanów im Powiat Bocheński der Woiwodschaft Kleinpolen in Polen.

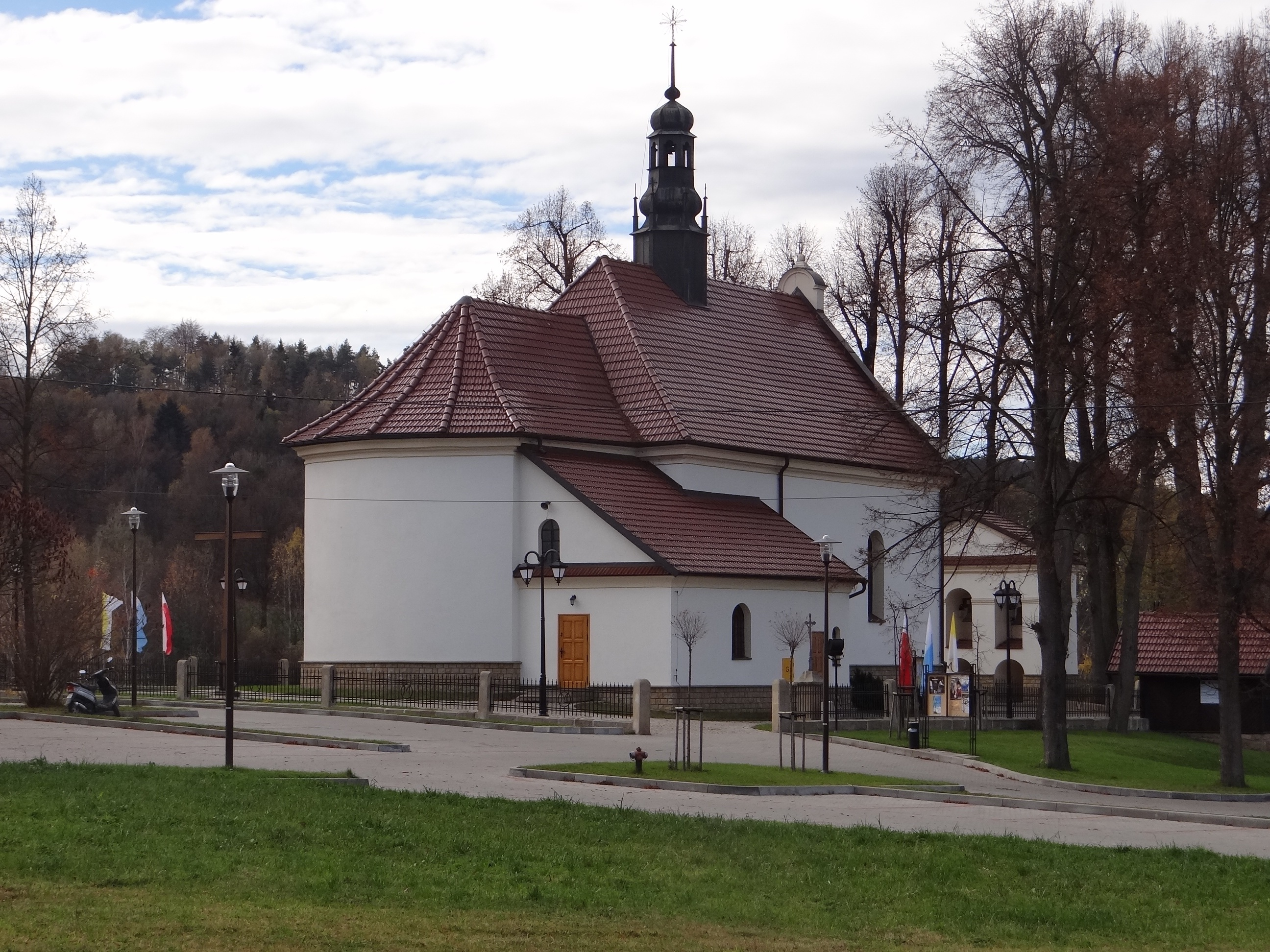
Ortskirche

## Geographie
Der Ort liegt im Pogórze Wiśnickie. Die Nachbarorte sind Szyk im Süden, Słupia und Grabie im Norden, Boczów im Nordwesten, sowie Zbydniów und Stare Rybie im Osten.

## Geschichte
Im 13. Jahrhundert gab es dort eine kleine Wallburg. Der Ort wurde im Jahr 1325/1326 als die Pfarrei [Item Adam, plebanus ecclesie de] Tarnowa erstmals urkundlich erwähnt. Der topographische Name ist von tarn (Prunus sylvestris) abgeleitet.
Politisch zählte der Ort zunächst zum Königreich Polen (ab 1569 in der Adelsrepublik Polen-Litauen), Woiwodschaft Krakau, Kreis Szczyrzyc.
1560 machte der Ortsbesitzer Joachim Lubomirski die örtliche Kirche zum Sitz einer helvetischen Pfarrei. Henryk Sienkiewicz schrieb darüber eine Erzählung (Jako się pan Lubomirski nawrócił i kościół w Tarnawie zbudował).
Bei der Ersten Teilung Polens kam Tarnawa 1772 zum neuen Königreich Galizien und Lodomerien des habsburgischen Kaiserreichs (ab 1804).
1918, nach dem Ende des Ersten Weltkriegs und dem Zusammenbruch der k.u.k. Monarchie, kam Tarnawa zu Polen. Unterbrochen wurde dies nur durch die Besetzung Polens durch die Wehrmacht im Zweiten Weltkrieg.
Von 1975 bis 1998 gehörte Tarnawa zur Woiwodschaft Tarnów.

## Sehenswürdigkeiten
- Kirche aus dem Jahr 1803;

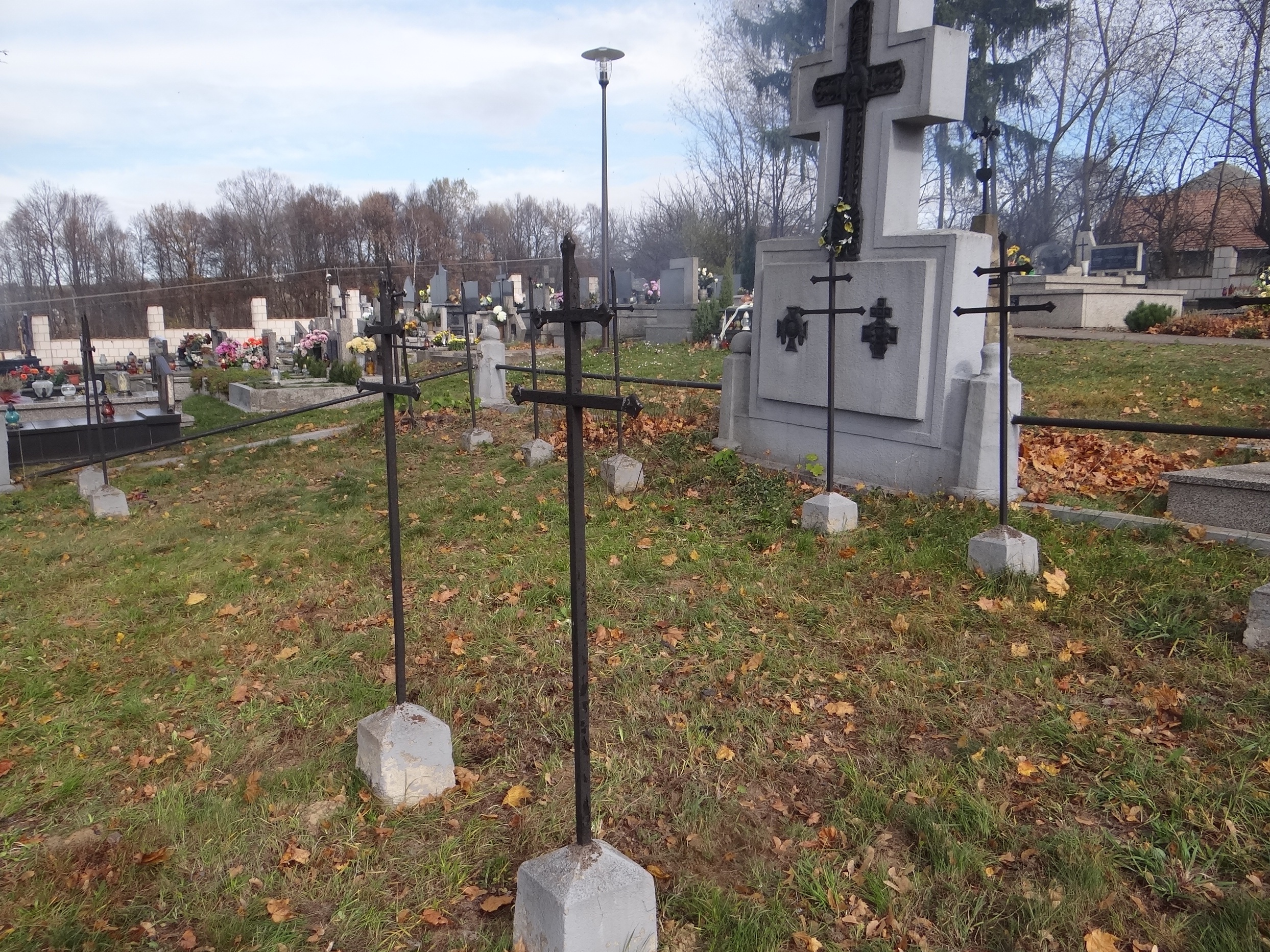
Soldatenfriedhof

- Soldatenfriedhof #344 aus dem Ersten Weltkrieg;